# Zimbabwe ai Giochi della XXII Olimpiade
Lo Zimbabwe partecipò ai Giochi della XXII Olimpiade, svoltisi a Mosca, Unione Sovietica, dal 19 luglio al 3 agosto 1980, con una delegazione di 42 atleti impegnati in dieci discipline.

## Medaglie
| Medaglia | Nome | Sport           | Evento           |
| -------- | --- | --------------- | ---------------- |
| Oro      | Arlene Boxhall Liz Chase Sandra Chick Gillian Cowley Patricia Davies Sarah English Maureen George Ann Grant Susan Huggett Patricia McKillop Brenda Phillips Christine Prinsloo Sonia Robertson Anthea Stewart Helen Volk Linda Watson | Hockey su prato | Torneo femminile |

## Risultati

### Tiro con l'arco
Uomini
- David Milne - 34º posto